# Гней Октавий (консул 128 пр.н.е.)
Вижте пояснителната страница за други личности с името Гней Октавий.
Гней Октавий (на латински: Gnaeus Octavius) e политик на Римската република през 2 век пр.н.е.

## Биография
Произлиза от фамилията Октавии. Син е на Гней Октавий (консул 165 пр.н.е.) и внук на Гней Октавий (претор 205 пр.н.е.). Баща е на Гней Октавий (консул 87 пр.н.е.) и Марк Окватий (трибун). Дядо е на Луций Октавий (син на Гней и консул 75 пр.н.е.) и Гней Октавий (син на Марк и консул 76 пр.н.е.).
През 128 пр.н.е. е избран за консул заедно с Тит Аний Луск.